# N-Acetyl-p-benzochinonimin
N-Acetyl-p-benzochinonimin (NAPQI) ist eine chemische Verbindung aus der Gruppe der Chinonimine. Es ist ein Abbauprodukt von Paracetamol, das in der Leber gebildet wird und dort zu irreversiblen Schädigungen führen kann.
Die Einzeldosierung von Paracetamol beträgt 10 bis 15 mg/kg Körpergewicht, die Tagesdosis bis maximal 60 mg/kg Körpergewicht. Paracetamol wird weitgehend in Form seiner Glucuronid- und Sulfat-Konjugate über den Urin ausgeschieden. Das N-Acetyl-p-benzochinonimid wird dabei an Glutathion gebunden entgiftet. Wird die maximale Tagesdosis überschritten und sind die Glutathionspeicher erschöpft, kommt es zur Schädigung von Leberzellen.